# Liste ehemaliger Weltrekorde im Bahnradsport
In dieser Liste werden ehemalige, nicht mehr aktuelle Weltrekorde im Bahnradsport seit 1993 – seit der Aufhebung der Trennung zwischen Amateuren und Profis – aufgelistet. Aktuelle Weltrekorde führt die Liste der Weltrekorde im Bahnradsport auf.

## Weltrekorde Frauen

### Einzelwettbewerbe

#### 200 Meter (fliegender Start)
| Name                 | Zeit     | Datum             | Ort                       | Veranstaltung                         |
| -------------------- | -------- | ----------------- | ------------------------- | ------------------------------------- |
| Lea Sophie Friedrich | 10,029 s | 9. August 2024    | Saint-Quentin-en-Yvelines | Olympische Spiele 2024                |
| Kelsey Mitchell      | 10,154 s | 5. September 2019 | Cochabamba                | Panamerika-Meisterschaften            |
| Kristina Vogel       | 10,384 s | 7. Dezember 2013  | Aguascalientes            | Bahnrad-Weltcup 2013/14               |
| Zhong Tianshi        | 10,573 s | 18. Januar 2013   | Aguascalientes            | Bahnrad-Weltcup 2012/13               |
| Miriam Welte         | 10,643 s | 22. Juni 2012     | Colorado Springs          | U.S. Grand Prix of Sprinting          |
| Anna Meares          | 10,782 s | 5. April 2012     | Melbourne                 | Bahnradsport-Weltmeisterschaften 2012 |
| Olga Panarina        | 10,793 s | 5. November 2011  | Astana                    | Bahnrad-Weltcup 2011/12               |
| Simona Krupeckaitė   | 10,793 s | 29. Mai 2010      | Moskau                    | Grand Prix von Moskau                 |
| Olga Sljussarewa     | 10,931 s | 25. April 1993    | Moskau                    |                                       |

#### 500 Meter (fliegender Start)
| Name           | Zeit     | Datum             | Ort              | Veranstaltung       |
| -------------- | -------- | ----------------- | ---------------- | ------------------- |
| Kristina Vogel | 28,970 s | 17. Dezember 2016 | Frankfurt (Oder) | Frankfurter Kreisel |

#### 500-MeterZeitfahren(eingestellt)
| Name                | Zeit     | Datum             | Ort               | Veranstaltung                           |
| ------------------- | -------- | ----------------- | ----------------- | --------------------------------------- |
| Jessica Salazar     | 32,268 s | 7. Oktober 2016   | Aguascalientes    | Panamerika-Meisterschaften              |
| Anastassija Woinowa | 32,794 s | 17. Oktober 2015  | Grenchen          | Bahnradsport-Europameisterschaften 2015 |
| Anna Meares         | 32,836 s | 6. Dezember 2013  | Aguascalientes    | Bahnrad-Weltcup 2013/14                 |
| Anna Meares         | 33,010 s | 8. April 2012     | Melbourne         | Bahnradsport-Weltmeisterschaften 2012   |
| Simona Krupeckaitė  | 33,296 s | 25. März 2009     | Pruszków          | Bahnradsport-Weltmeisterschaften 2009   |
| Anna Meares         | 33,588 s | 31. März 2007     | Palma de Mallorca | Bahnradsport-Weltmeisterschaften 2007   |
| Anna Meares         | 33,944 s | 18. November 2006 | Sydney            | Bahnrad-Weltcup 2006/07                 |
| Anna Meares         | 33,952 s | 20. August 2004   | Athen             | Olympische Spiele 2004                  |
| Jiang Yonghua       | 34,000 s | 11. August 2002   | Kunming           |                                         |
| Félicia Ballanger   | 34,010 s | 29. August 1998   | Bordeaux          | Bahnradsport-Weltmeisterschaften 1998   |
| Félicia Ballanger   | 34,017 s | 29. August 1995   | Bogotá            | Bahnradsport-Weltmeisterschaften 1995   |
| Félicia Ballanger   | 34,474 s | 22. Juli 1994     | Colorado Springs  |                                         |
| Félicia Ballanger   | 34,604 s | 3. Juli 1994      | Hyères            |                                         |
| Félicia Ballanger   | 35,190 s | 28. Juli 1993     | Bordeaux          |                                         |
| Félicia Ballanger   | 35,811 s | 3. Juli 1993      | Hyères            |                                         |
| Tanya Dubnicoff     | 36,705 s | 13. Juni 1993     | Valencia          |                                         |
| Lucy Vinnicombe     | 37,222 s | 12. Februar 1993  | Launceston        |                                         |

#### 1000-MeterZeitfahren
| Name                     | Zeit         | Datum            | Ort            | Veranstaltung                |
| ------------------------ | ------------ | ---------------- | -------------- | ---------------------------- |
| Ellesse Andrews          | 1:04,697 min | 14. Februar 2025 | Brisbane       | Ozeanien-Meisterschaften     |
| Marith Vanhove           | 1:07,287 min | 26. Januar 2025  | Heusden-Zolder | Belgische Meisterschaften    |
| Taky Marie-Divine Kouamé | 1:08,399 min | 3. Januar 2025   | Loudéac        | Französische Meisterschaften |

#### 500-Meter (fliegender Start)
| Name           | Zeit     | Datum          | Ort    | Veranstaltung                  |
| -------------- | -------- | -------------- | ------ | ------------------------------ |
| Olga Strelzowa | 29,234 s | 30. Mai 2014   | Moskau | Memorial of Alexander Lesnikov |
| Olga Strelzowa | 29,481 s | 29. Mai 2011   | Moskau | Memorial of Alexander Lesnikov |
| Erika Salumäe  | 29,655 s | 6. August 1987 | Moskau |                                |

#### 3000-Meter-Einerverfolgung(eingestellt)
| Name                          | Zeit         | Datum              | Ort            | Veranstaltung                             |
| ----------------------------- | ------------ | ------------------ | -------------- | ----------------------------------------- |
| Chloé Dygert                  | 3:15,663 min | 19. Oktober 2024   | Ballerup       | WM 2024                                   |
| Chloé Dygert                  | 3:16,937 min | 29. Februar 2020   | Berlin         | WM 2020                                   |
| Chloé Dygert                  | 3:20,060 min | 3. März 2018       | Apeldoorn      | WM 2018                                   |
| Sarah Hammer                  | 3:22,269 min | 11. Mai 2010       | Aguascalientes | Panamerikanische Bahnmeisterschaften 2010 |
| Sarah Ulmer                   | 3:24,537 min | 22. August 2004    | Athen          | Olympische Spiele 2004                    |
| Sarah Ulmer                   | 3:26,400 min | 21. August 2004    | Athen          | Olympische Spiele 2004                    |
| Sarah Ulmer                   | 3:30,604 min | 21. August 2004    | Melbourne      | Bahnradsport-Weltmeisterschaften 2004     |
| Leontien Zijlaard-van Moorsel | 3:30,861 min | 17. September 2000 | Melbourne      |                                           |
| Marion Clignet                | 3:30,974 min | 31. August 1996    | Manchester     | Bahnradsport-Weltmeisterschaften 1996     |
| Antonella Bellutti            | 3:31,924 min | 6. April 1996      | Cali           |                                           |
| Rebecca Twigg                 | 3:36,081 min | 30. September 1995 | Bogotá         | Bahnradsport-Weltmeisterschaften 1995     |
| Marion Clignet                | 3:36,227 min | 29. September 1995 | Bogotá         | Bahnradsport-Weltmeisterschaften 1995     |
| Rebecca Twigg                 | 3:37,347 min | 20. August 1993    | Hamar          | Bahnradsport-Weltmeisterschaften 1993     |

#### 4000-Meter-Einerverfolgung
| Name           | Zeit         | Datum            | Ort            | Veranstaltung                |
| -------------- | ------------ | ---------------- | -------------- | ---------------------------- |
| Anna Morris    | 4:24,060 min | 22. Februar 2025 | Manchester     | Britische Meisterschaften    |
| Anna Morris    | 4:25,874 min | 15. Februar 2025 | Heusden-Zolder | Europameisterschaften 2025   |
| Bryony Botha   | 4:30,752 min | 12. Februar 2025 | Brisbane       | Ozeanien-Meisterschaften     |
| Hélène Hesters | 4:42,154 min | 25. Januar 2025  | Heusden-Zolder | Belgische Meisterschaften    |
| Marion Borras  | 4:42,730 min | 4. Januar 2025   | Loudéac        | Französische Meisterschaften |

### Mannschaftswettbewerbe

#### 500-Meter-Teamsprint
Wettbewerb wird seit 2021 nicht mehr offiziell ausgetragen.
| Name                                              | Zeit     | Datum            | Ort                       | Veranstaltung                         |
| ------------------------------------------------- | -------- | ---------------- | ------------------------- | ------------------------------------- |
| Volksrepublik China Bao Shanju Zhong Tianshi      | 31,804 s | 2. August 2021   | Izu Velodrome             | Olympische Spiele 2020                |
| Volksrepublik China Gong Jinjie Zhong Tianshi     | 31,928 s | 12. August 2016  | Rio Olympic Velodrome     | Olympische Spiele                     |
| Volksrepublik China Gong Jinjie Zhong Tianshi     | 32,043 s | 18. Februar 2015 | Saint-Quentin-en-Yvelines | Bahnradsport-Weltmeisterschaften 2015 |
| Deutschland Kristina Vogel Miriam Welte           | 32,153 s | 5. Dezember 2013 | Aguascalientes            | Bahnrad-Weltcup 2013/14               |
| Volksrepublik China Gong Jinjie Guo Shuang        | 32,422 s | 2. August 2012   | London                    | Olympische Sommerspiele 2012          |
| Deutschland Kristina Vogel Miriam Welte           | 32,549 s | 4. April 2012    | Melbourne                 | Bahnradsport-Weltmeisterschaften 2012 |
| Deutschland Kristina Vogel Miriam Welte           | 32,630 s | 4. April 2012    | Melbourne                 | Bahnradsport-Weltmeisterschaften 2012 |
| Großbritannien Jessica Varnish Victoria Pendleton | 32,828 s | 17. Februar 2012 | London                    | Bahnrad-Weltcup 2011/12               |
| Australien Kaarle McCulloch Anna Meares           | 32,923 s | 25. März 2010    | Ballerup                  | Bahnradsport-Weltmeisterschaften 2010 |
| Australien Kaarle McCulloch Anna Meares           | 33,149 s | 26. März 2009    | Pruszków                  | Bahnradsport-Weltmeisterschaften 2009 |

Bis Juni 2020 wurde dieser Wettbewerb bei den Frauen nur mit zwei Sportlerinnen über 500 m durchgeführt, seitdem gehen mit Ausnahme der Olympischen Spiele 2020 wie bei den Männern drei Sportlerinnen über 750 m an den Start.

#### 750-Meter-Teamsprint
| Name                                                             | Zeit     | Datum             | Ort                       | Veranstaltung                           |
| ---------------------------------------------------------------- | -------- | ----------------- | ------------------------- | --------------------------------------- |
| Volksrepublik China Guo Yufang Bao Shanju Yuan Liying            | 45,478 s | 26. Juni 2024     | Luoyang                   | China Track League 2024                 |
| Deutschland Pauline Grabosch Emma Hinze Lea Sophie Friedrich     | 45,848 s | 3. August 2023    | Glasgow                   | WM 2023                                 |
| Deutschland Pauline Grabosch Emma Hinze Lea Sophie Friedrich     | 45,967 s | 12. Oktober 2022  | Saint-Quentin-en-Yvelines | Bahnradsport-Weltmeisterschaften 2022   |
| Deutschland Pauline Grabosch Emma Hinze Lea Sophie Friedrich     | 46,064 s | 20. Oktober 2021  | Roubaix                   | Bahnradsport-Weltmeisterschaften 2021   |
| Niederlande Shanne Braspennincx Kyra Lamberink Hetty van de Wouw | 46,551 s | 5. Oktober 2021   | Grenchen                  | Bahnradsport-Europameisterschaften 2021 |
| Russland Natalja Antonowa Darja Schmeljowa Anastassija Woinowa   | 46,852 s | 11. November 2020 | Plowdiw                   | Bahnradsport-Europameisterschaften 2020 |

#### 3000-Meter-Mannschaftsverfolgung(eingestellt)
Dieser Wettbewerb mit Teams zu je drei Fahrerinnen wurde nach der Saison 2012/2013 eingestellt, als die zu absolvierende Distanz den 4000-Metern des Mannschaftswettbewerbes der Männer angeglichen wurde.
| Name                                                                 | Zeit         | Datum            | Ort            | Veranstaltung                         |
| -------------------------------------------------------------------- | ------------ | ---------------- | -------------- | ------------------------------------- |
| Großbritannien Danielle King, Laura Trott, Joanna Rowsell            | 3:14,051 min | 4. August 2012   | London         | Olympische Sommerspiele 2012          |
| Großbritannien Danielle King, Laura Trott, Joanna Rowsell            | 3:15,669 min | 3. August 2012   | London         | Olympische Sommerspiele 2012          |
| Großbritannien Danielle King, Laura Trott, Joanna Rowsell            | 3:15,720 min | 5. April 2012    | Melbourne      | Bahnradsport-Weltmeisterschaften 2012 |
| Großbritannien Sarah Hammer Lauren Tamayo Dotsie Bausch              | 3:19,569 min | 12. Mai 2010     | Aguascalientes | Panamerikanische Meisterschaften      |
| Neuseeland Rushlee Buchanan Lauren Ellis Alison Shanks               | 3:21,552 min | 25. März 2010    | Ballerup       | Bahnradsport-Weltmeisterschaften 2010 |
| Großbritannien Elizabeth Armitstead Wendy Houvenaghel Joanna Rowsell | 3:21,875 min | 12. Mai 2010     | Manchester     |                                       |
| Großbritannien Wendy Houvenaghel Rebecca Romero Joanna Rowsell       | 3:22,415 min | 28. März 2008    | Manchester     | Bahnradsport-Weltmeisterschaften 2008 |
| Vereinigte Staaten Sarah Hammer Dotsie Bausch Jennie Reed            | 3:34,783 min | 21. Oktober 2007 | Manchester     |                                       |

#### 4000-Meter-Mannschaftsverfolgung
Dieser Wettbewerb mit Teams zu je vier Fahrerinnen feierte bei den Bahn-Europameisterschaften 2013 seine Premiere. Die Zeit des siegreichen britischen Quartetts wurde als erster offizieller Weltrekord in dieser Disziplin gewertet.
| Name                                                                          | Zeit         | Datum            | Ort                       | Veranstaltung                           |
| ----------------------------------------------------------------------------- | ------------ | ---------------- | ------------------------- | --------------------------------------- |
| Deutschland Franziska Brauße Lisa Brennauer Lisa Klein Mieke Kröger           | 4:07,307 min | 2. August 2021   | Izu Velodrome             | Olympische Sommerspiele 2020            |
| Großbritannien Katie Archibald Laura Kenny Elinor Barker Joanna Rowsell-Shand | 4:10,236 min | 13. August 2016  | Rio de Janeiro            | Olympische Sommerspiele 2016            |
| Australien Annette Edmondson Ashlee Ankudinoff Amy Cure Melissa Hoskins       | 4:13,683 min | 19. Februar 2015 | Saint-Quentin-en-Yvelines | Bahnradsport-Weltmeisterschaften 2015   |
| Großbritannien Laura Trott Katie Archibald Elinor Barker Danielle King        | 4:23,910 min | 1. November 2013 | Manchester                | Bahnrad-Weltcup 2013/14                 |
| Großbritannien Laura Trott Katie Archibald Elinor Barker Danielle King        | 4:19,604 min | 1. November 2013 | Manchester                | Bahnrad-Weltcup 2013/14                 |
| Großbritannien Laura Trott Katie Archibald Elinor Barker Danielle King        | 4:26,556 min | 18. Oktober 2013 | Apeldoorn                 | Bahnradsport-Europameisterschaften 2013 |
| Großbritannien Laura Trott Katie Archibald Elinor Barker Danielle King        | 4:26,556 min | 18. Oktober 2013 | Apeldoorn                 | Bahnradsport-Europameisterschaften 2013 |

## Weltrekorde Männer

### Einzelwettbewerbe

#### 200 Meter (fliegender Start)
| Name               | Zeit    | Datum              | Ort                       | Veranstaltung                         |
| ------------------ | ------- | ------------------ | ------------------------- | ------------------------------------- |
| Matthew Richardson | 8,857 s | 15. August 2025    | Konya                     |                                       |
| Harrie Lavreysen   | 9,088 s | 7. August 2024     | Saint-Quentin-en-Yvelines | Olympische Spiele 2024                |
| Nicholas Paul      | 9,100 s | 6. September 2019  | Cochabamba                | Panamerika-Meisterschaften            |
| François Pervis    | 9,347 s | 6. Dezember 2013   | Aguascalientes            | Bahnrad-Weltcup 2013/14               |
| Kévin Sireau       | 9,572 s | 30. Mai 2009       | Moskau                    | Bahn-Europacup                        |
| Kévin Sireau       | 9,650 s | 29. Mai 2009       | Moskau                    | Bahn-Europacup                        |
| Theo Bos           | 9,772 s | 16. Dezember 2006  | Moskau                    |                                       |
| Curt Harnett       | 9,865 s | 28. September 1995 | Bogotá                    | Bahnradsport-Weltmeisterschaften 1995 |

#### 500 Meter (fliegender Start)
| Name         | Zeit     | Datum            | Ort    | Veranstaltung |
| ------------ | -------- | ---------------- | ------ | ------------- |
| Chris Hoy    | 24,758 s | 13. Mai 2007     | La Paz |               |
| Arnaud Dublé | 25,850 s | 10. Oktober 2001 | La Paz |               |

#### 1000-Meter-Zeitfahren
| Name                  | Zeit         | Datum              | Ort            | Veranstaltung                         |
| --------------------- | ------------ | ------------------ | -------------- | ------------------------------------- |
| François Pervis       | 0:56,303 min | 7. Dezember 2013   | Aguascalientes | Weltcup 2013/2014                     |
| Arnaud Tournant       | 0:58,875 min | 10. Oktober 2001   | La Paz         |                                       |
| Arnaud Tournant       | 1:00,148 min | 16. Juni 2000      | Mexiko         |                                       |
| Shane Kelly           | 1:00,613 min | 26. September 1995 | Bogotá         | Bahnradsport-Weltmeisterschaften 1995 |
| José Antonio Escuredo | 1:01,945 min | 15. September 1995 | Bogotá         | Bahnradsport-Weltmeisterschaften 1995 |

#### 4000-Meter-Einerverfolgung
| Name               | Zeit (min)   | Datum             | Ort                       | Veranstaltung                         |
| ------------------ | ------------ | ----------------- | ------------------------- | ------------------------------------- |
| Filippo Ganna      | 3:59,636 min | 14. Oktober 2022  | Saint-Quentin-en-Yvelines | WM 2022                               |
| Ashton Lambie      | 3:59,930 min | 18. August 2021   | Aguascalientes            | eigener Rekordversuch                 |
| Filippo Ganna      | 4:01,934 min | 27. Februar 2020  | Velodrom Berlin           | Bahnradsport-Weltmeisterschaften 2020 |
| Filippo Ganna      | 4:02,647 min | 3. November 2019  | Minsk-Arena               | Bahnrad-Weltcup 2019/20 Lauf I        |
| Ashton Lambie      | 4:05,423 min | 7. September 2019 | Cochabamba                | Panamerikameisterschaften             |
| Ashton Lambie      | 4:07,251 min | 31. August 2018   | Aguascalientes            | Panamerikameisterschaften             |
| Jack Bobridge      | 4:10,534 min | 2. Februar 2011   | Sydney                    | Australische Bahnmeisterschaften      |
| Chris Boardman     | 4:11,114 min | 29. August 1996   | Manchester                | Bahnradsport-Weltmeisterschaften 1996 |
| Chris Boardman     | 4:13,913 min | 28. August 1996   | Manchester                | Bahnradsport-Weltmeisterschaften 1996 |
| Andrea Collinelli  | 4:19,153 min | 24. Juli 1996     | Atlanta                   | Olympische Spiele 1996 *              |
| Andrea Collinelli  | 4:19,699 min | 24. Juli 1996     | Atlanta                   | Olympische Spiele 1996 *              |
| Graeme Obree       | 4:20,894 min | 19. August 1993   | Atlanta                   |                                       |
| Graeme Obree       | 4:22,688 min | 19. August 1993   | Hamar                     | Bahnradsport-Weltmeisterschaften 1993 |
| Philippe Ermenault | 4:23,283 min | 18. August 1993   | Hamar                     | Bahnradsport-Weltmeisterschaften 1993 |
| Philippe Ermenault | 4:23,562 min | 30. Juli 1993     | Bordeaux                  |                                       |

### Mannschaftswettbewerbe

#### 750 MeterTeamsprint
| Name                                                           | Zeit     | Datum            | Ort            | Veranstaltung                |
| -------------------------------------------------------------- | -------- | ---------------- | -------------- | ---------------------------- |
| Niederlande Jeffrey Hoogland Harrie Lavreysen Roy van den Berg | 41,225 s | 26. Februar 2020 | Berlin         | WM 2020                      |
| Deutschland René Enders Robert Förstemann Joachim Eilers       | 41,871 s | 5. Dezember 2013 | Aguascalientes | Bahnrad-Weltcup 2013/14      |
| Großbritannien Chris Hoy, Jason Kenny, Philip Hindes           | 42,600 s | 2. August 2012   | London         | Olympische Sommerspiele 2012 |
| Deutschland René Enders, Maximilian Levy, Stefan Nimke         | 42,914 s | 1. Dezember 2011 | Cali           | Bahnrad-Weltcup 2011/12      |
| Großbritannien Chris Hoy Jason Kenny Jamie Staff               | 42,950 s | 15. August 2008  | Peking         | Olympische Spiele 2008       |

#### 4000-Meter-Mannschaftsverfolgung
| Name                                                                       | Zeit (min) | Datum              | Ort            | Veranstaltung                         |
| -------------------------------------------------------------------------- | ---------- | ------------------ | -------------- | ------------------------------------- |
| Italien Simone Consonni Filippo Ganna Francesco Lamon Jonathan Milan       | 3:42,032   | 4. August 2021     | Izu            | Olympische Spiele 2020                |
| Italien Simone Consonni Filippo Ganna Francesco Lamon Jonathan Milan       | 3:42,307   | 3. August 2021     | Izu Velodrome  | Olympische Sommerspiele 2020          |
| Australien Sam Welsford Kelland O’Brien Leigh Howard Alexander Porter      | 3:48,012   | 28. Februar 2019   | Pruszków       | Bahnradsport-Weltmeisterschaften 2019 |
| Australien Kelland O’Brien Leigh Howard Alex Porter Sam Welsford           | 3:49,804   | 5. April 2018      | Brisbane       | Commonwealth Games                    |
| Großbritannien Ed Clancy, Steven Burke, Owain Doull, Bradley Wiggins       | 3:50,265   | 12. August 2016    | Rio de Janeiro | Olympische Sommerspiele 2016          |
| Großbritannien Ed Clancy, Geraint Thomas, Steven Burke, Peter Kennaugh     | 3:52,499   | 2. August 2012     | London         | Olympische Sommerspiele 2012          |
| Großbritannien Ed Clancy, Steven Burke, Geraint Thomas, Peter Kennaugh     | 3:53,295   | 4. April 2012      | Melbourne      | Bahnradsport-Weltmeisterschaften 2012 |
| Großbritannien Ed Clancy Paul Manning Geraint Thomas Bradley Wiggins       | 3:53,314   | 18. August 2008    | Peking         | Olympische Spiele 2008                |
| Großbritannien Ed Clancy Paul Manning Geraint Thomas Bradley Wiggins       | 3:55,202   | 17. August 2008    | Peking         | Olympische Spiele 2008                |
| Australien Luke Roberts Brett Lancaster Bradley McGee Graeme Brown         | 3:56,322   | 27. März 2008      | Manchester     | Bahnradsport-Weltmeisterschaften 2008 |
| Australien Luke Roberts Brett Lancaster Peter Dawson Graeme Brown          | 3:57,280   | 2. August 2003     | Stuttgart      | Bahnradsport-Weltmeisterschaften 2003 |
| Australien Luke Roberts Brett Lancaster Mark Renshaw Graeme Brown          | 3:59,583   | 1. August 2002     | Manchester     |                                       |
| Deutschland Guido Fulst Robert Bartko Daniel Becke Jens Lehmann            | 3:59,710   | 19. September 2000 | Sydney         | Olympische Spiele 2000                |
| Italien Adler Capelli Cristiano Citton Andrea Collinelli Mauro Trentini    | 4:00,958   | 31. August 1996    | Manchester     | Bahnradsport-Weltmeisterschaften 1996 |
| Australien Brett Aitken Stuart O’Grady Tim O’Shannessey Billy-Joe Shearsby | 4:03,840   | 20. August 1993    | Hamar          | Bahnradsport-Weltmeisterschaften 1993 |
| Großbritannien Ed Clancy, Geraint Thomas, Steven Burke, Peter Kennaugh     | 3:51,659   | 3. August 2012     | London         | Olympische Sommerspiele 2012          |

## Weltrekorde Juniorinnen

### Einzelwettbewerbe

#### 200 Meter (fliegender Start)
| Name             | Zeit     | Datum             | Ort         | Veranstaltung                                      |
| ---------------- | -------- | ----------------- | ----------- | -------------------------------------------------- |
| Mathilde Gros    | 10,709 s | 24. August 2017   | Montichiari | Junioren-WM 2017                                   |
| Mathilde Gros    | 10,826 s | 13. April 2017    | Hongkong    | Bahnradsport-Weltmeisterschaften 2017              |
| Pauline Grabosch | 10,870 s | 28. Mai 2016      | Moskau      | Grand Prix Alexander Lesnikov                      |
| Rebecca James    | 11,093 s | 13. August 2009   | Moskau      | Bahnradsport-Weltmeisterschaften der Junioren 2009 |
| Ljubow Schulika  | 11,149 s | 15. Dezember 2006 | Moskau      | Bahnrad-Weltcup 2006/07                            |
| Ina Heinemann    | 11,291 s | 26. Juli 1994     | Quito       | Bahnradsport-Weltmeisterschaften der Junioren 1994 |
| Michelle Ferris  | 11,301 s | 26. Juli 1994     | Quito       | Bahnradsport-Weltmeisterschaften der Junioren 1994 |

#### 500-Meter-Zeitfahren(eingestellt)
| Name                 | Zeit     | Datum              | Ort              | Veranstaltung                                      |
| -------------------- | -------- | ------------------ | ---------------- | -------------------------------------------------- |
| Luo Xuehang          | 33,812 s | 26. August 2023    | Cali             | Junioren-WM 2023                                   |
| Alina Lyssenko       | 33,844 s | 11. Juli 2021      | Sankt Petersburg | UCI Track Cycling Nations’ Cup 2021                |
| Lea Sophie Friedrich | 33,922 s | 18. August 2018    | Aigle            | Bahnradsport-Weltmeisterschaften der Junioren 2018 |
| Mathilde Gros        | 33,937 s | 26. August 2017    | Montichiari      | Bahnradsport-Weltmeisterschaften der Junioren 2017 |
| Pauline Grabosch     | 33,974 s | 12. November 2016  | Apeldoorn        | Bahnrad-Weltcup 2016/17                            |
| Pauline Grabosch     | 34,023 s | 21. Juli 2016      | Aigle            | Bahnradsport-Weltmeisterschaften der Junioren 2016 |
| Pauline Grabosch     | 34,657 s | 20. August 2015    | Astana           | Bahnradsport-Weltmeisterschaften der Junioren 2015 |
| Darja Schmeljowa     | 34,753 s | 22. August 2012    | Invercargill     | Bahnradsport-Weltmeisterschaften der Junioren 2012 |
| Anastassija Woinowa  | 34,768 s | 21. August 2011    | Moskau           | Bahnradsport-Weltmeisterschaften der Junioren 2011 |
| Lisandra Guerra      | 35,010 s | 10. Dezember 2005  | Manchester       | Bahnrad-Weltcup 2005/06                            |
| Valentina Alessio    | 35,550 s | 12. August 2001    | Mexiko-Stadt     |                                                    |
| Mira Kasslin         | 35,660 s | 29. September 1995 | Bogotá           | Bahnradsport-Weltmeisterschaften 1995              |
| Nancy Contreras      | 36,356 s | 17. September 1995 | Quito            |                                                    |
| Mira Kasslin         | 36,376 s | 22. Juli 1994      | Quito            | Bahnradsport-Weltmeisterschaften der Junioren 1994 |
| Michelle Ferris      | 37,361 s | 4. März 1994       | Adelaide         |                                                    |
| Jiang Cuihua         | 37,471 s | 2. November 1993   | Ipoh             |                                                    |
| Jiang Cuihua         | 37,772 s | 1. Oktober 1993    | Perth            |                                                    |

#### 1000-Meter-Zeitfahren
| Name            | Zeit         | Datum            | Ort      | Veranstaltung                     |
| --------------- | ------------ | ---------------- | -------- | --------------------------------- |
| Ella Liang      | 1:10,421 min | 30. März 2025    | Brisbane | Australische Meisterschaften 2025 |
| Sawda Hasbullah | 1:10,818 min | 23. Februar 2025 | Nilai    | Asien-Meisterschaften 2025        |

#### 2000 MeterEinerverfolgung(eingestellt)
| Name                | Zeit         | Datum           | Ort            | Veranstaltung                                            |
| ------------------- | ------------ | --------------- | -------------- | -------------------------------------------------------- |
| Federica Venturelli | 2:15,678 min | 26. August 2023 | Cali           | Junioren-WM 2023                                         |
| Zoe Bäckstedt       | 2:17,494 min | 19. August 2021 | Apeldoorn      | Bahnradsport-Europameisterschaften der Junioren/U23 2021 |
| Ellesse Andrews     | 2:18,080 min | 26. August 2017 | Montichiari    | Bahnradsport-Weltmeisterschaften der Junioren 2017       |
| Letizia Paternoster | 2:20,920 min | 20. Juli 2017   | Sangalhos      | Bahnradsport-Europameisterschaften der Junioren/U23 2017 |
| Olivija Baleišytė   | 2:22,31 min  | 12. August 2016 | Montichiari    | Bahnradsport-Europameisterschaften der Junioren/U23 2016 |
| Amy Cure            | 2:22,499 min | 13. Juli 2010   | Montichiari    | Bahnradsport-Weltmeisterschaften der Junioren 2010       |
| Josephine Tomic     | 2:23,184 min | 5. August 2007  | Aguascalientes | Bahnradsport-Weltmeisterschaften der Junioren 2007       |

#### 3000 MeterEinerverfolgung
| Name              | Zeit         | Datum            | Ort       | Veranstaltung              |
| ----------------- | ------------ | ---------------- | --------- | -------------------------- |
| Ida Fialla        | 3:31,442 min | 17. Juli 2025    | Sangalhos | Junioren-EM 2025           |
| Alexandra Fangeat | 3:36,875 min | 4. April 2025    | Milton    | Kanadische Meisterschaften |
| Samira Ismailova  | 3:46,800 min | 27. Februar 2025 | Nilai     | Asien-Meisterschaften 2025 |

### Mannschaftswettbewerbe

#### 500 MeterTeamsprint
(Diese Disziplin wird seit 2021 mit drei Sportlerinnen über 750 Meter ausgetragen.)
| Name                                             | Zeit     | Datum           | Ort          | Veranstaltung                                      |
| ------------------------------------------------ | -------- | --------------- | ------------ | -------------------------------------------------- |
| Deutschland Pauline Grabosch Emma Hinze          | 33,899 s | 19. August 2015 | Astana       | Junioren-WM 2015                                   |
| Russland Lydia Plytsnikowa Darja Schmeljowa      | 34,155 s | 22. August 2012 | Invercargill | Bahnradsport-Weltmeisterschaften der Junioren 2012 |
| Russland Jekaterina Gnidenko Anastassija Woinowa | 35,029 s | 12. August 2010 | Montichiari  | Bahnradsport-Weltmeisterschaften der Junioren 2010 |
| Mexiko Frany Fong Daniela Gaxiola                | 35,648 s | 21. Juni 2010   | Kapstadt     |                                                    |
| Frankreich Magali Baudacci Olivia Montauban      | 36,119 s | 13. Juli 2008   | Mexiko       |                                                    |

#### 750 MeterTeamsprint
| Name                                                        | Zeit     | Datum             | Ort   | Veranstaltung    |
| ----------------------------------------------------------- | -------- | ----------------- | ----- | ---------------- |
| Volksrepublik China Guo Mengyao Bian Yimin Luo Xuehang      | 48,997 s | 23. August 2023   | Cali  | Junioren-WM 2023 |
| Jelisaweta Bogomolowa Alina Lyssenko Jelisaweta Kretschkina | 49,217 s | 1. September 2021 | Kairo | Junioren-WM 2021 |

#### 4000-Meter-Mannschaftsverfolgung
| Name                                                                              | Zeit                                                               | Datum           | Ort             | Veranstaltung                                            |                  |
| --------------------------------------------------------------------------------- | ------------------------------------------------------------------ | --------------- | --------------- | -------------------------------------------------------- | ---------------- |
| 4000 m Mannschaftsverfolgung                                                      | Großbritannien Cat Ferguson Imogen Wolff Erin Boothman Carys Lloyd | 4:20,811 min    | 22. August 2024 | Luoyang                                                  | Junioren-WM 2024 |
| Großbritannien Grace Lister Madelaine Leech Millie Couzens Zoe Bäckstedt          | 4:21,417 min                                                       | 18. August 2021 | Apeldoorn       | Junioren-EM 2021                                         |                  |
| Italien Martina Fidanza Letizia Paternoster Chiara Consonni Vittoria Guazzini     | 4:21,554 min                                                       | 24. August 2017 | Montichiari     | Bahnradsport-Weltmeisterschaften der Junioren 2017       |                  |
| Italien Elisa Balsamo Chiara Consonni Letizia Paternoster Martina Stefani         | 4:29,234 min                                                       | 12. Juli 2016   | Montichiari     | UEC-Bahn-Europameisterschaften der Junioren/U23 2016     |                  |
| Neuseeland Bryony Botha Michaela Drummond Madeleine Park Holly White              | 4:31,966 min                                                       | 20. August 2015 | Astana          | Bahnradsport-Weltmeisterschaften der Junioren 2015       |                  |
| Italien Elisa Balsamo Rachele Barbieri Sofia Bertizzolo Marta Cavalli             | 4:33,463 min                                                       | 15. Juli 2015   | Athen           | Bahnradsport-Europameisterschaften der Junioren/U23 2015 |                  |
| Großbritannien Amy Hill Hayley Jones Emily Kay Emily Nelson                       | 4:36,147 min                                                       | 8. August 2013  | Glasgow         | Bahnradsport-Weltmeisterschaften der Junioren 2013       |                  |
| Italien Arianna Fidanza Francesca Pattaro Michela Maltese Maria Vittoria Sperotto | 4:40,109 min                                                       | 9. Juli 2013    | Sangalhos       | Bahnradsport-Europameisterschaften der Junioren/U23 2013 |                  |

#### 3000-Meter-Mannschaftsverfolgung(eingestellt)
| Name                                                    | Zeit          | Datum           | Ort          | Veranstaltung                                      |
| ------------------------------------------------------- | ------------- | --------------- | ------------ | -------------------------------------------------- |
| Australien Georgia Baker, Taylah Jennings Kelsey Robson | 3:24,372s min | 22. August 2012 | Invercargill | Bahnradsport-Weltmeisterschaften der Junioren 2012 |
| Australien Michaela Anderson, Isabella King, Amy Cure   | 3:26,808 min  | 13. August 2010 | Montichiari  | Bahnradsport-Weltmeisterschaften der Junioren 2010 |
| Australien Michaela Anderson Megan Dunn Melissa Hoskins | 3:28,363 min  | 12. August 2009 | Moskau       | Bahnradsport-Weltmeisterschaften der Junioren 2009 |

## Weltrekorde Junioren

### Einzelwettbewerbe

#### 200 Meter (fliegender Start)
| Name              | Zeit     | Datum           | Ort     | Veranstaltung                                      |
| ----------------- | -------- | --------------- | ------- | -------------------------------------------------- |
| Max Niederlag     | 9,890 s  | 19. August 2011 | Moskau  | Bahnradsport-Weltmeisterschaften der Junioren 2011 |
| Nikita Schurschin | 9,995 s  | 8. Juli 2011    | Moskau  |                                                    |
| Nikita Schurschin | 10,166 s | 29. Mai 2011    | Moskau  |                                                    |
| Ahméd Lopez       | 10,186 s | 10. August 2002 | Kunming |                                                    |

#### 1000-Meter-Zeitfahren
| Name            | Zeit         | Datum             | Ort            | Veranstaltung                                      |
| --------------- | ------------ | ----------------- | -------------- | -------------------------------------------------- |
| Thomas Cornish  | 1:00,498 min | 19. August 2018   | Aigle          | Junioren-WM 2018                                   |
| Stefan Ritter   | 1:00,578 min | 6. Oktober 2016   | Aguascalientes | Panamerikanische Juniorenmeisterschaften           |
| Theo Bos        | 1:02,594 min | 10. August 2001   | Mexiko-Stadt   |                                                    |
| Ben Kersten     | 1:04,195 min | 4. August 1999    | Athen          | Bahnradsport-Weltmeisterschaften der Junioren 1999 |
| Arnaud Tournant | 1:04,506 min | 18. November 1996 | Bordeaux       |                                                    |

#### 3000-Meter-Einerverfolgung
| Name              | Zeit         | Datum            | Ort                       | Veranstaltung                                      |
| ----------------- | ------------ | ---------------- | ------------------------- | -------------------------------------------------- |
| William Holmes    | 3:04,161 min | 23. August 2024  | Luoyang                   | Junioren-WM 2024                                   |
| Matthew Brennan   | 3:07,092 min | 25. August 2023  | Cali                      | Junioren-WM 2023                                   |
| Luca Giaimi       | 3:07,596 min | 13. Juli 2023    | Sangalhos                 | Junioren-EM 2023                                   |
| Carson Mattern    | 3:09,710 min | 14. Oktober 2022 | Saint-Quentin-en-Yvelines | WM 2022                                            |
| Finn Fisher-Black | 3:09,682 min | 14. Oktober 2022 | Avantidrome in Cambridge  | Neuseeländische Bahnmeisterschaften                |
| Lew Gonow         | 3:11,143 min | 17. August 2018  | Aigle                     | Bahnradsport-Weltmeisterschaften der Junioren 2018 |
| Stefan Bissegger  | 3:12,416 min | 23. Juli 2016    | Aigle                     | Bahnradsport-Weltmeisterschaften der Junioren 2016 |
| Jhonatan Narváez  | 3:13,309 min | 15. April 2015   | Aguascalientes            | Panamerikanische Bahnmeisterschaften der Junioren  |
| Dale Parker       | 3:13,958 min | 2. Februar 2010  | Adelaide                  |                                                    |
| Taylor Phinney    | 3:16,589 min | 16. Juni 2008    | Los Angeles               |                                                    |

### Mannschaftswettbewerbe

#### 750 MeterTeamsprint
| Name                                                     | Zeit     | Datum           | Ort         | Veranstaltung                                            |
| -------------------------------------------------------- | -------- | --------------- | ----------- | -------------------------------------------------------- |
| Russland Danil Komkow Dmitri Nesterow Pawel Rostow       | 44,209 s | 23. August 2017 | Montichiari | Junioren-WM 2017                                         |
| Russland Danil Komkow Dmitri Nesterow Pawel Rostow       | 44,460s; | 18. Juli 2017   | Anadia      | Bahnradsport-Europameisterschaften der Junioren/U23 2017 |
| Russland Sergei Isajew Alexei Nosow Alexander Wasjukno   | 44,767 s | 19. August 2015 | Astana      | Bahnradsport-Weltmeisterschaften der Junioren 2015       |
| Frankreich Benjamin Édelin Kevin Guillot Julinen Palma   | 45,402 s | 11. August 2010 | Montichiari | Bahnradsport-Weltmeisterschaften der Junioren 2010       |
| Frankreich Charlie Conord Jollet Thiery Quentin Lafargue | 46,523 s | 13. Juli 2008   | Kapstadt    | Bahnradsport-Weltmeisterschaften der Junioren 2008       |

#### 4000-Meter-Mannschaftsverfolgung
| Name                                                                               | Zeit         | Datum             | Ort              | Veranstaltung                                      |
| ---------------------------------------------------------------------------------- | ------------ | ----------------- | ---------------- | -------------------------------------------------- |
| Italien Renato Favero Matteo Fiorin Luca Giaimi Juan David Sierra                  | 3:53,980 min | 12. Juli 2023     | Sangalhos        | Junioren-EM 2023                                   |
| Deutschland Hannes Wilksch Tobias Buck-Gramcko Nicolas Heinrich Pierre-Pascal Keup | 3:58,793 min | 15. August 2019   | Frankfurt (Oder) | Junioren-WM 2019                                   |
| Russland Lew Gonow Gleb Syriza Iwan Smirnow Dmitri Muchomedjarow                   | 4:00,972 min | 23. August 2017   | Montichiari      | Bahnradsport-Weltmeisterschaften der Junioren 2017 |
| Australien Campbell Stewart Jared Gray Thomas Sexton Connor Brown                  | 4:01,409 min | 21. Juli 2016     | Aigle            | Bahnradsport-Weltmeisterschaften der Junioren 2016 |
| Australien Jack Cummings Alexander Edmondson Jackson Law Alexander Morgan          | 4:02,632 min | 17. August 2011   | Moskau           | Bahnradsport-Weltmeisterschaften der Junioren 2011 |
| Russland Iwan Sawizki Konstantin Kuperassow Matwei Subow Wiktor Manakow            | 4:04,448 min | 30. Mai 2009      | Moskau           | UCI-Junioren-Weltmeisterschaften 2009              |
| Russland Konstantin Demura Nikolai Trussow Anton Mindlin Michail Ignatjew          | 4:07,715 min | 21. August 2003   | Moskau           | UCI-Junioren-Weltmeisterschaften 2003              |
| Australien Luke Roberts Luke Kuss Matthew Meaney Timothy Lyons                     | 4:10,103 min | 30. Dezember 1995 | Adelaide         |                                                    |
| Australien Bradley McGee Kris Denham Ian Christison Scott McGrath                  | 4:16,567 min | 10. März 1994     | Adelaide         |                                                    |
| Australien Bradley McGee Kris Denham Ian Christison Scott McGrath                  | 4:17,229 min | 9. März 1994      | Adelaide         |                                                    |

 Info: Laut UCI-Regeln 3.5.020: „A record beaten the same day shall not be confirmed.“ („Ein am selben Tag unterbotener Weltrekord wird nicht bestätigt.“)